# Fauth (Mondkrater)
Fauth ist ein relativ kleiner Einschlagkrater auf der westlichen Mondvorderseite im Mare Insularum, unmittelbar südlich des großen Kraters Copernicus.
| Buchstabe | Position          | Durchmesser | Link |
| --------- | ----------------- | ----------- | ---- |
| A         | 5,95° N, 20,22° W | 10 km       |      |
| B         | 5,79° N, 19,34° W | 3 km        |      |
| C         | 5,22° N, 18,88° W | 4 km        |      |
| D         | 6,01° N, 18,5° W  | 4 km        |      |
| E         | 5,37° N, 20,74° W | 3 km        |      |
| F         | 5,38° N, 17,49° W | 3 km        |      |
| G         | 5,24° N, 16,31° W | 3 km        |      |
| H         | 4,76° N, 16,25° W | 4 km        |      |

Der Krater wurde 1935 von der IAU nach dem deutschen Astronomen Philipp Fauth offiziell benannt.